# Дервешенско училище
Дервешенското училище (на гръцки: Δημοτικό σχολείο Οινούσας) е основно училище и местна забележителност, разположено в село Дервешен (Инуса), Гърция.
Представлява едноетажна училищна сграда от началото на XX век. С решение на гръцката държава от 1998 година, след като бъде обновена и реставрирана, сградата се използва като център на културните събития на местната общност.
В 1998 година училището е обявено за защитен исторически паметник, тъй като е важен обект от историята на района и е типичен пример за едно основно училище от началото XX век.